# Бахча (Давлекановський район)
Бахча́ (рос. Бахча, башк. Баҡса) — присілок у складі Давлекановського району Башкортостану, Росія. Входить до складу Бік-Кармалинської сільської ради.
Населення — 78 осіб (2010; 77 в 2002).
Національний склад:
- татари — 81 %

## Відомі особистості
В поселенні народився:
- Данілко Олена Сергіївна (* 1970) — російський історик.